# Dieudonné Yebga
Dieudonné Yebga est un homme politique camerounais, ancien président du Mouvement africain pour la nouvelle indépendance et la démocratie (MANIDEM). Ancien cadre informaticien à l’entreprise ENEO, il est connu pour ses prises de position critiques à l’égard du régime de Paul Biya et pour son engagement dans la vie politique nationale.

## Parcours
Dieudonné Yebga a exercé des responsabilités à ENEO, la société nationale d’électricité du Cameroun, avant de s’engager pleinement dans l’action politique. Il se distingue par son activisme contre la politique du RDPC.
En 2014, il accède à la présidence du MANIDEM, prônant une orientation plus offensive face au pouvoir en place. Il n’hésite pas à dénoncer publiquement les dérives du régime de Paul Biya et à s’exprimer dans les médias sur les questions de gouvernance et de justice sociale.
En 2020, il critique la gestion d’ENEO et met en cause la responsabilité de certains cadres dans les dysfonctionnements de l’entreprise.
Dieudonné Yebga est également intervenu dans des affaires internes à l’opposition camerounaise, notamment à propos d’Anicet Ekane, qu’il accuse de double jeu entre opposition et pouvoir en place.
En 2024, il propose publiquement « sept actions » pour gagner une élection malgré une mauvaise loi électorale, plaidant pour une réforme profonde du système politique camerounais.
En 2025, Dieudonné Yebga présente sa candidature à l’élection présidentielle camerounaise de 2025, mais il dénonce l’influence d’autres candidatures, notamment celle de Maurice Kamto, sur le rejet de son propre dossier par les autorités.

## Prises de position et polémiques
| Vidéo externe |                                 |
|               | Dieudonné Yebga sur Equinoxe TV |

Dieudonné Yebga s’est illustré par des prises de parole virulentes contre le régime de Paul Biya, qu’il accuse d’avoir trompé les Camerounais et d’avoir instauré un système injuste. Il critique également la classe politique, y compris certains membres de l’opposition, pour leur proximité supposée avec le pouvoir.
Il est impliqué dans plusieurs affaires médiatisées, dont le différend avec Jean Benoît Bénéfice Mevoa,,,. 
| Vidéo externe |                                                                         |
|               | Jean Benoît Mevoa sur les contours de la candidature de Dieudonné Yebga |

Ce dernier diffuse des voices de leurs conversations après la présentation de sa candidature à l'Élection présidentielle camerounaise de 2025. Jean Benoît Bénéfice Mevoa révèle être en cavale, car menacé dans sa sécurité.

## Vie associative et autres activités
En dehors de la politique, Dieudonné Yebga s'est engagé dans la société civile et les débats sur la gouvernance, la justice sociale et la réforme du secteur énergétique au Cameroun.

### Articles Connexes
- Politique au Cameroun
- Mouvement africain pour la nouvelle indépendance et la démocratie
- Élection présidentielle camerounaise de 2025
- Anicet Ekane